# Kienże
Kienże (ros. Кенже) – wieś w Rosji, w Kabardo-Bałkarii, w okręgu miejskim Nalczyku. W 2010 liczyła 9669 mieszkańców.